# Jean-Louis Benoît
Pour les articles homonymes, voir Jean-Louis Benoît (homonymie) et Benoit.
Jean-Louis Benoit est un réalisateur, scénariste et acteur français de théâtre, cinéma et de télévision, né le 22 janvier 1947 à Alès. Il est également auteur et metteur en scène de théâtre.
Jean-Louis Benoît a dirigé le théâtre de l'Aquarium de 1970 à 2001.
Il est nommé en 2002 à la direction du théâtre de la Criée. Le 30 avril 2010, un communiqué du ministère de la Culture annonce que son mandat ne sera pas renouvelé à compter du 1er janvier 2011.
Il a reçu en 1998 le Molière du metteur en scène.

## Filmographie

### Cinéma

#### Acteur
- 1981 : Une sale affaire d'Alain Bonnot avec Victor Lanoux et Marlène Jobert
- 1983 : La Guerre des Demoiselles de Jacques Nichet
- 1985 : Les Poings fermés de lui-même avec André Wilms
- 1987 : Les Noces barbares de Marion Hänsel avec Marianne Basler
- 1992 : L.627 de Bertrand Tavernier avec Didier Bezace

#### Réalisateur
- 1985 : Les Poings fermés, avec André Wilms
- 1990 : Dédé,
- 1998 : La Mort du Chinois, avec José Garcia et Isabelle Carré

### Télévision

#### Réalisateur
- 1990 : Les Disparus de Saint-Agil
- 1997 :  La Parenthèse
- 1998 : Les Fourberies de Scapin de Molière, mise en scène et réalisation, Comédie-Française, avec Philippe Torreton
- 2017 : Le Syndrome de l’Écossais de Jean-Louis Benoît et Isabelle Le Nouvel (téléfilm)

#### Scénariste
- 1982 : Casting, co-scénariste avec Arthur Joffé
- 2000 : Les Jours heureux de Luc Béraud

## Théâtre

### Théâtre de l'Aquarium
- 1979 : Pépé de Jean-Louis Benoit et Didier Bezace
- 1981 : Un conseil de classe très ordinaire texte de Patrick Boumard
- 1983 : Histoires de famille d’après Anton Tchekhov
- 1985 : Les Incurables de Jean-Louis Benoit
- 1987 : Le Procès de Jeanne d’Arc, veuve de Mao Tsé Toung de Jean-Louis Benoit
- 1989 : Louis de Jean-Louis Benoit
- 1990 : Les Vœux du président de Jean-Louis Benoit
- 1991 : La Peau et les os de Georges Hyvernaud
- 1992 : La Nuit, la télévision et la guerre du golfe de Jean-Louis Benoit
- 1995 : Les Ratés d'Henri-René Lenormand
- 1995 : La Parisienne d'Henry Becque, Théâtre de l'Atelier
- 1998 : Une nuit à l’Élysée de Jean-Louis Benoit
- 1999 : Henry V de William Shakespeare, Festival d'Avignon
- 2001 : Conversation en Sicile d'Elio Vittorini
- 2001 : Les Fourberies de Scapin de Molière, Théâtre du Rideau Vert

### Comédie-Française
- 1992 : L’Étau de Luigi Pirandello
- 1994 : Monsieur Bob’le de Georges Schehadé
- 1996 : Moi d'Eugène Labiche
- 1998 : Les Fourberies de Scapin de Molière, avec Philippe Torreton
- 1999 : Le Revizor de Nicolas Gogol
- 2000 : Le Bourgeois gentilhomme de Molière
- 2004 : Le Menteur de Corneille
- 2015 : Les rustres de Carlo Goldoni

### Théâtre de la Criée
- 2002 : La Trilogie de la Villégiature de Carlo Goldoni, Festival d'Avignon
- 2003 : Paul Schippel ou le prolétaire bourgeois de Carl Sternheim
- 2005 : Retour de guerre suivi de Bilora d’Angelo Beolco dit Ruzante
- 2006 : Les Caprices de Marianne d'Alfred de Musset
- 2007 : Du malheur d'avoir de l'esprit d'Alexandre Griboïedov, créé au Théâtre national de Chaillot
- 2008 : Le temps est un songe d'Henri-René Lenormand
- 2008 : De Gaulle en mai d'après le Journal de l'Élysée de Jacques Foccart
- 2009 : La Nuit des rois de William Shakespeare
- 2010 : Mignon de Ambroise Thomas, Théâtre national de l'Opéra-Comique
- 2010 : Un pied dans le crime d'Eugène Labiche, TNBA, tournée, 2011 : tournée, Théâtre de la Commune, Théâtre National de Nice, La Criée
- 2012 : Courteline, amour noir : La Peur des coups, La Paix chez soi, Les Boulingrin de Georges Courteline

### Théâtre de l'Atelier
- 2011 : Mer de Tino Caspanello

### Théâtre de poche Montparnasse
- 2013 - 2014 : Tilt! de Sébastien Thiéry
- 2019 : Tchekhov à la folie : L'Ours et Une demande en mariage de Anton Tchekhov

### Théâtre des Célestins
- 2014 : Lucrèce Borgia de Victor Hugo

### Théâtre Édouard-VII
- 2022 : Qui est monsieur Schmitt ? de Sébastien Thiéry, mise en scène Jean-Louis Benoît, avec Stéphane De Groodt, Valérie Bonneton, Alain Doutey, Chick Ortega et Steven Dagrou au théâtre Édouard-VII et en tournée.
- 2022 : Les Pigeons de Michel Leeb, théâtre Edouard VII

## Distinctions
- Molières 1998 : Molière du metteur en scène et Molière de la meilleure pièce du répertoire pour Les Fourberies de Scapin à la Comédie-Française
- Molières 2000 : Molière de la meilleure pièce du répertoire pour Le Revizor à la Comédie-Française